# Sármelléks internationella flygplats

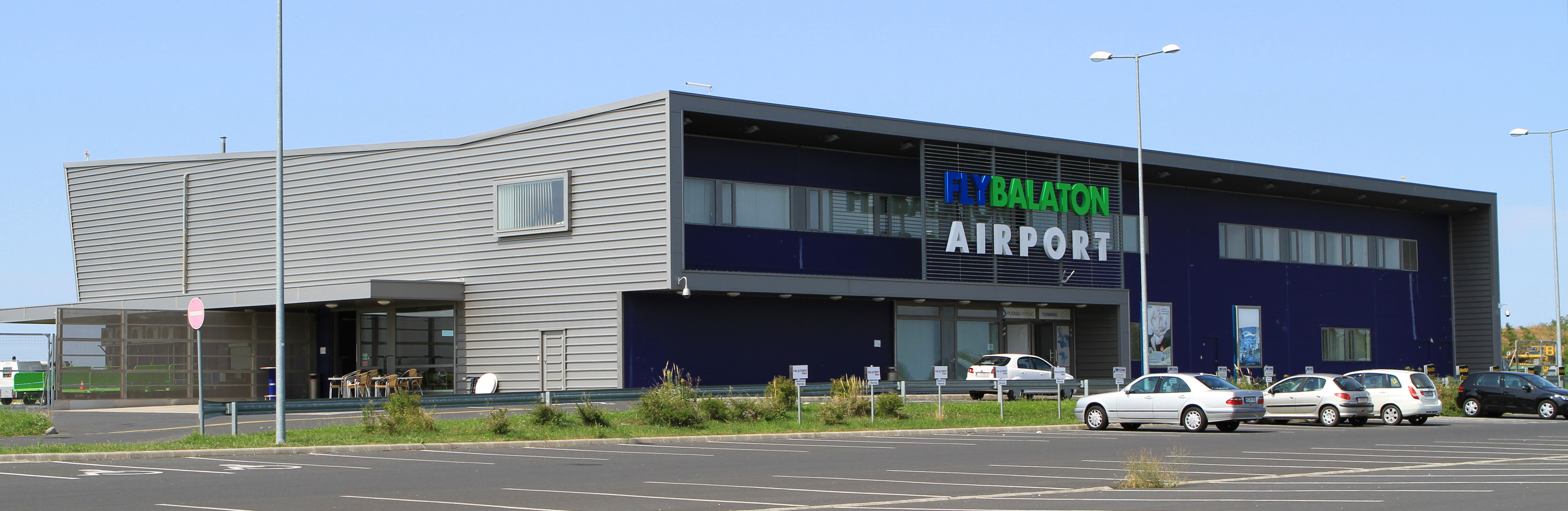
Airport FlyBalaton

Sármelléks internationella flygplats (ungerska: Sármellék Nemzetközi Repülőtér) (IATA: SOB, ICAO: LHSM), även känd som Hévíz-Balatons internationella flygplats, är en internationell flygplats i Ungern, belägen väster om Balatonsjön vid orten Sármellék i Zalaprovinsen inte långt ifrån Keszthely. 

## Om flygplatsen
En militär flygplats stod här redan under 1940-talet. Den blev asfalterad under 1950-talet och fungerade som en militärflygplats fram till 1960 och en sovjetisk militärflygplats mellan 1960 och hösten 1990. De nuvarande banorna konstruerades år 1982.
Flygplatsen ägs av de lokala myndigheterna i Sármellék och Zalavár sedan augusti 2002 och den sköts av den irländsk-ungerska investeringsgruppen Cape Clear Aviation Ltd. sedan 2004.

## Flighter
Sedan 1991 sköter flygplatsen allmän transport och blev den andra internationella flygplatsen den 15 maj 2002 (efter Budapest Ferihegy internationella flygplats). Det går charterflygplan hit från Berlin, Frankfurt, Hamburg, Leipzig och Düsseldorf från Tyskland, Billund och Köpenhamn från Danmark och Moskva från Ryssland.
Andra flygningar från London Stansted av Ryanair, Stuttgart, Berlin och Köpenhamn av Malév och Zürich av Helvetic Airways landar också på Sármellék.